# 短尾異齒鰋
短尾異齒鰋，為輻鰭魚綱鯰形目鮡科的其中一種，為熱帶淡水魚類，被IUCN列為極危保育類動物，分布於亞洲寮國淡水流域，體長可達9.1公分，棲息在底層水域，生活習性不明。

## 扩展阅读
維基物種上的相關：短尾異齒鰋